# Roda calendàrica

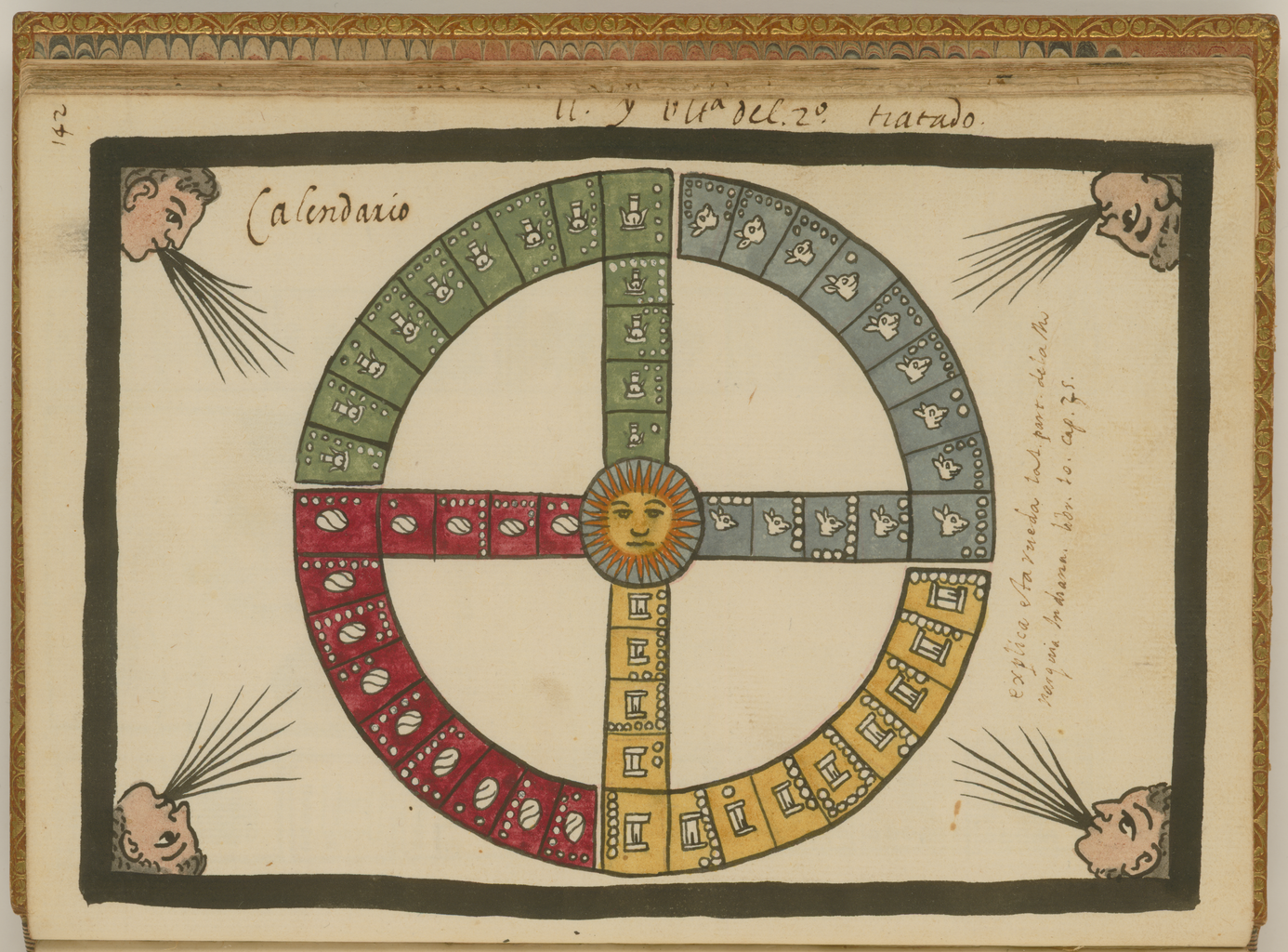
Representació d'un període de 52 anys al Códice Tovar.

Als calendaris mesoamericans, la roda calendàrica, és la combinació del cicle de 260 dies (Tzolkin al Calendari maia, tonalpohualli al calendari mexica) i el de 365 dies (Haab en maia, xiuhpohualli en nàhuatl, pije en zapotec) que per encaixar-se triguen un període de més o menys 52 anys, 18.980 dies (el mínim comú múltiple de 260 i 365).
A la Roda del Calendari, hom diu que el que el cicle de 52 anys és més important que l'any.
Un exemple de data a la roda calendárica 8 Cauac 13 Zip, es referiria al vuitè dia de la tretzena Cauac al Tzolkin, que coincideix amb el dia 13 de Zip en el Haab.
La diferència entre els 52 anys de 365 dies cadascun i els 52 anys de 360 dies, és de 260 dies exactament; així hom pot portar el càlcul de les seves coincidències a través de cicles de 260 dies, ja que
- 18 980 = 73 x 260

- 18 720 = 72 x 260

- 5 256 =72 x 73 =9 x 584.[2]

També cal tenir en compte que 13 x 360 =18 x 260 = 4.680.
- És a dir, si els 5 dies de Wayeb' són omesos (com ha d'haver estat el cas en els orígens del calendari), els períodes de 360 i de 260 dies coincidirien després de, respectivament, 13 i 18 cicles (13 "anys" de 360 dies).

- Quatre d'aquests cicles de 13 "anys" abasten 52 "anys" de 360 dies.

- Ara, 52 vegades els 5 dies addicionals de Wayeb' resulten en exactament un més dels cicles de 260 dies.

El sistema de la roda calendàrica, serveix per interpretar una successió infinita de períodes de 52 anys. Es desconeix el seu nom en llengües maies, però el nom en nàhuatl utilitzat pels mexicas era "Xiuhmolpilli", el significat del qual és anusament dels anys.
Cada 52 anys les cultures mesomericanes realitzaven importants cerimònies. Per al cas dels mexicas era l'anomenada "cerimònia del foc nou".